# Биран (Франция)
Бира́н (фр. Biran) — коммуна во Франции, находится в регионе Юг — Пиренеи. Департамент — Жер. Входит в состав кантона Жегён. Округ коммуны — Ош.
Код INSEE коммуны — 32054.

## География

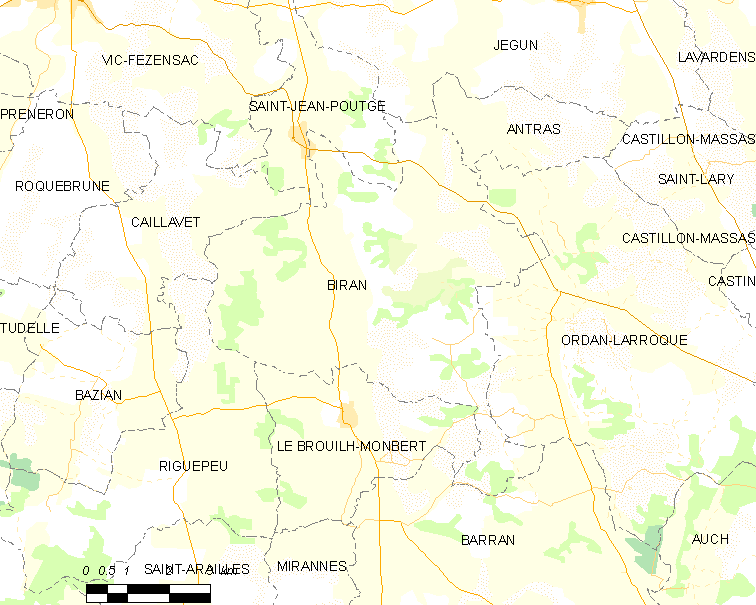
Карта коммуны

Коммуна расположена приблизительно в 600 км к югу от Парижа, в 85 км западнее Тулузы, в 15 км к северо-западу от Оша.
По территории коммуны протекает река Баиз.

## Климат
Климат умеренно-океанический. Лето жаркое и немного дождливое, температура часто превышает 35 °С. Зимой часто бывает отрицательная температура и ночные заморозки. Годовое количество осадков — 700—900 мм.

## Население
Население коммуны на 2010 год составляло 399 человек.
| 1962 | 1968 | 1975 | 1982 | 1990 | 1999 | 2010 |
| ---- | ---- | ---- | ---- | ---- | ---- | ---- |
| 433  | 427  | 336  | 372  | 336  | 341  | 399  |

## Администрация
| Период | Период | Фамилия         | Партия        | Примечания |
| ------ | ------ | --------------- | ------------- | ---------- |
| 2001   | 2008   | Полет Бурдер    | Разные правые |            |
| 2008   | 2014   | Жорж Серис      |               |            |
| 2014   | 2020   | Патрик Делиньер |               |            |

## Экономика
В 2010 году среди 229 человек трудоспособного возраста (15-64 лет) 180 были экономически активными, 49 — неактивными (показатель активности — 78,6 %, в 1999 году было 67,9 %). Из 180 активных жителей работали 168 человек (90 мужчин и 78 женщин), безработных было 12 (6 мужчин и 6 женщин). Среди 49 неактивных 12 человек были учениками или студентами, 24 — пенсионерами, 13 были неактивными по другим причинам.

## Достопримечательности
- Церковь XII века. Исторический памятник с 1978 года[4]
- Галло-романская башня. Исторический памятник с 1875 года[5]
- Городские ворота (XIV век). Исторический памятник с 1947 года[6]

## Фотогалерея

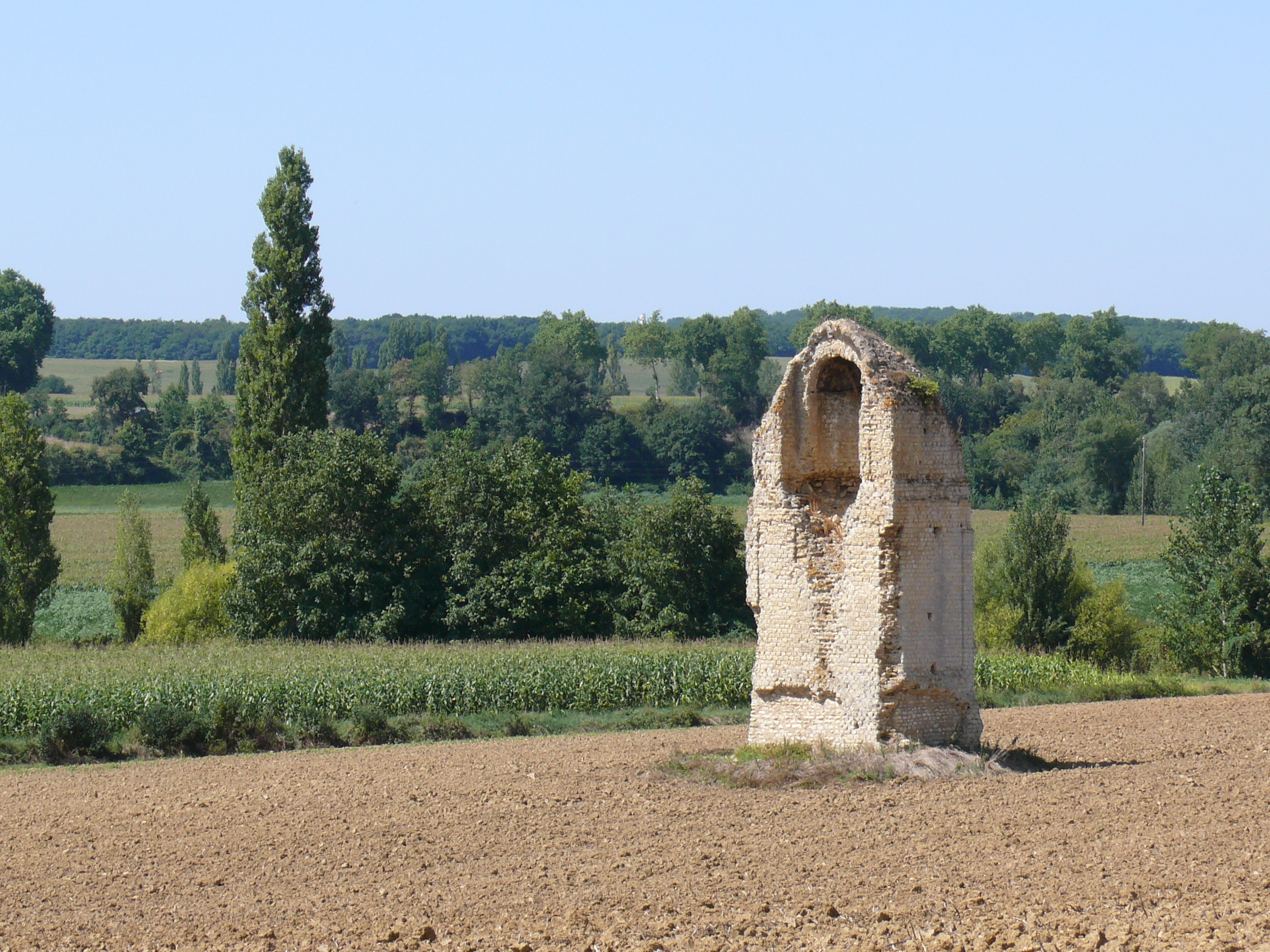
Башня
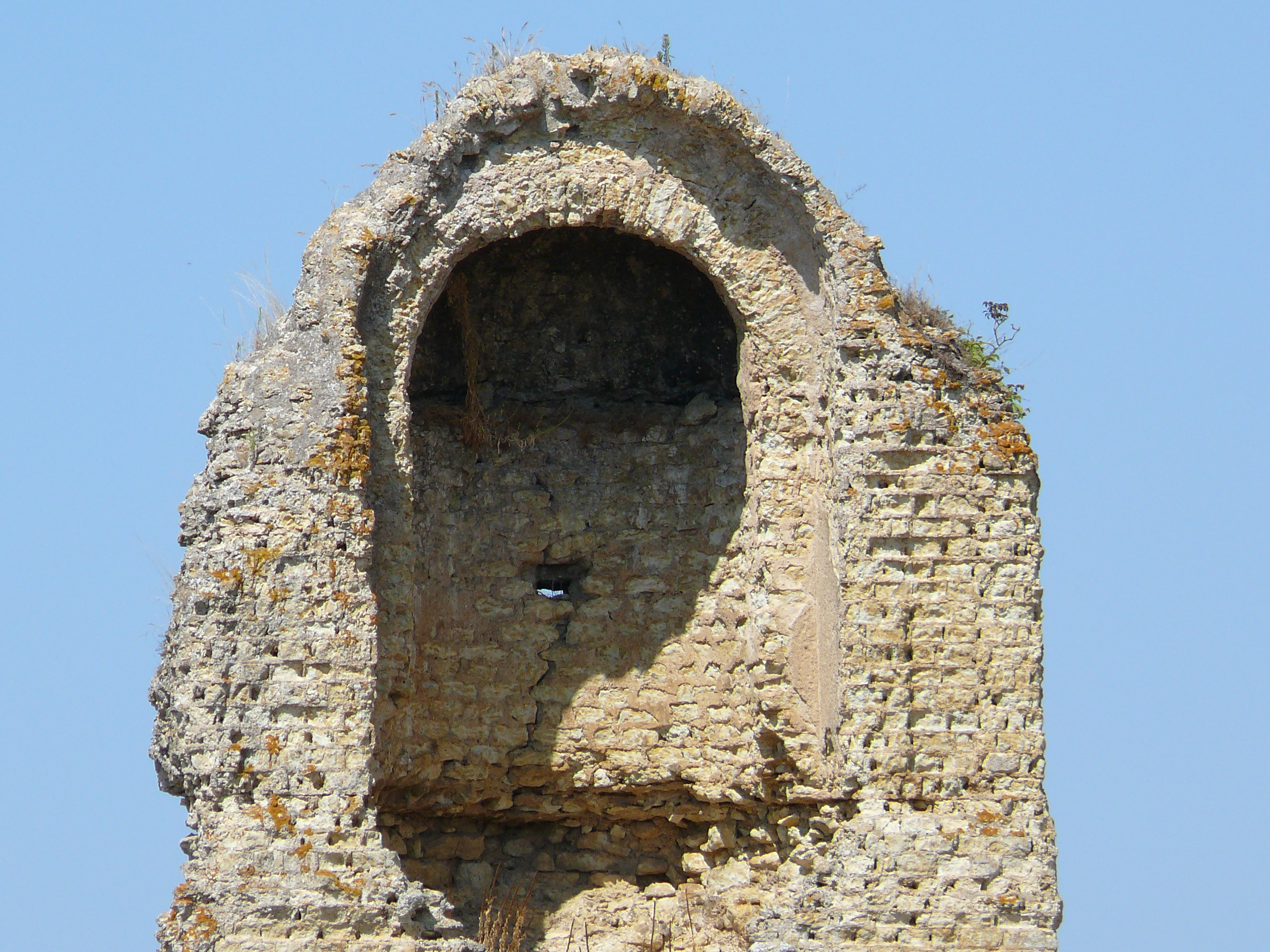
Башня
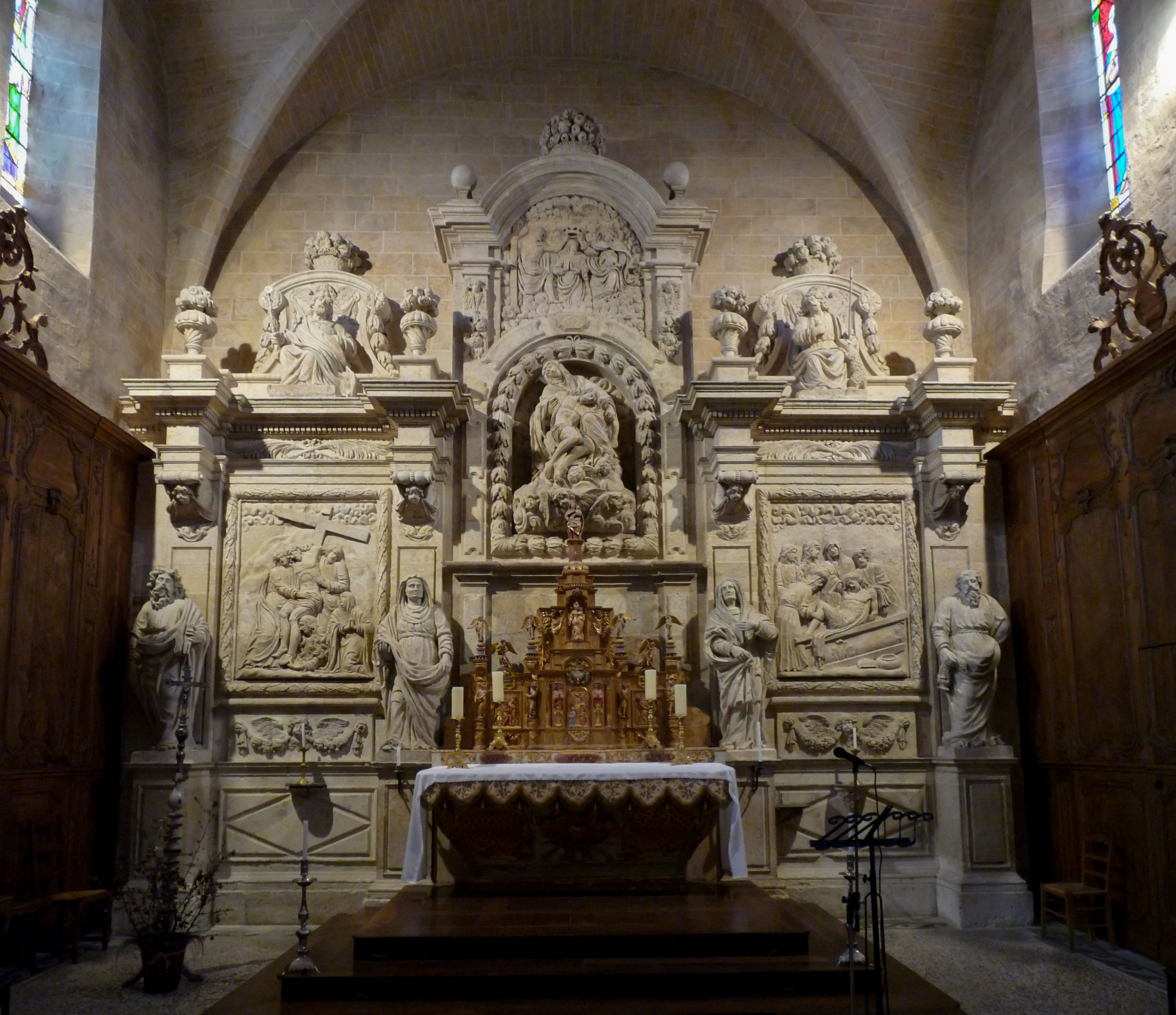
Ретабло церкви
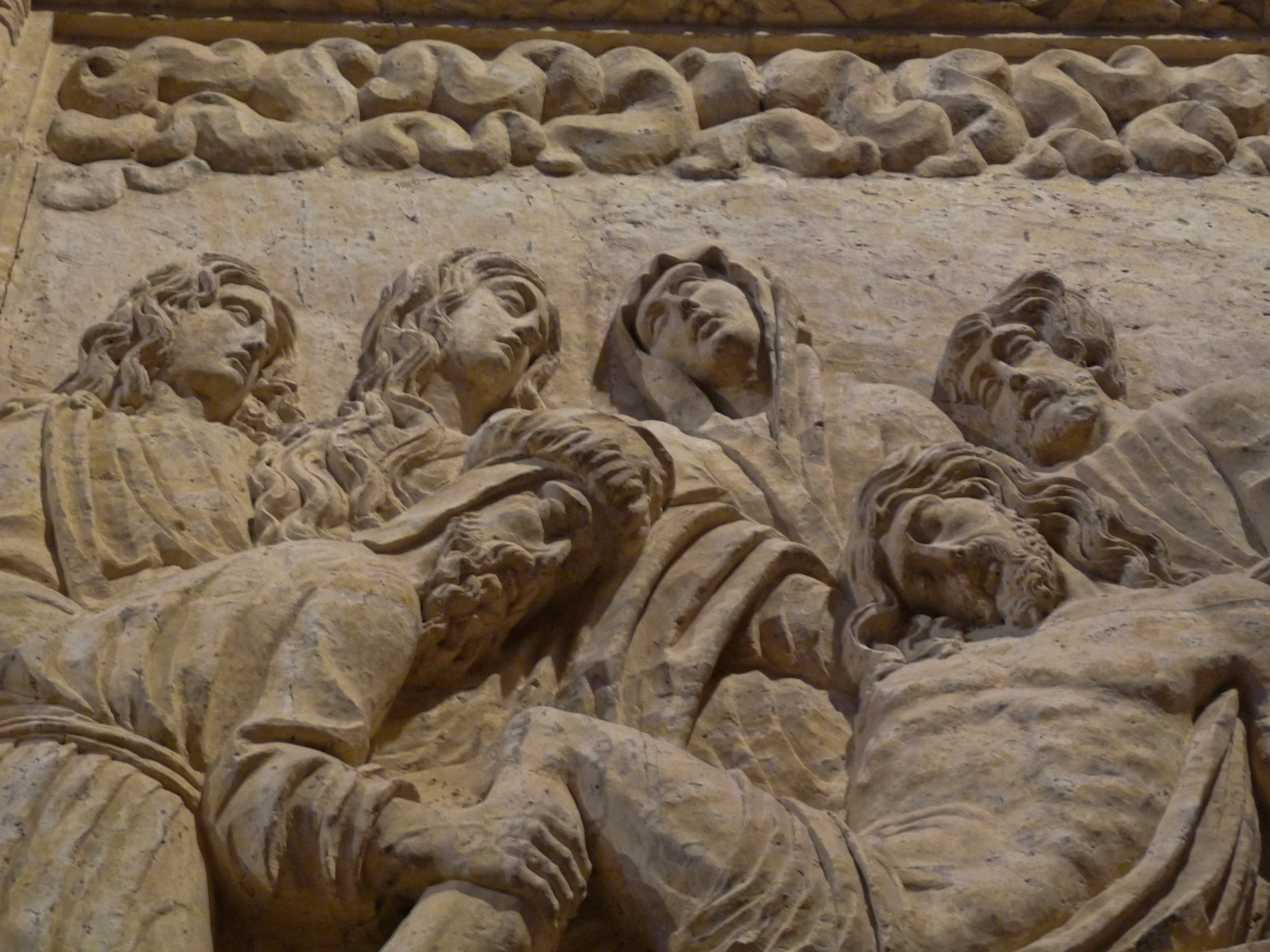
Скульптура в церкви
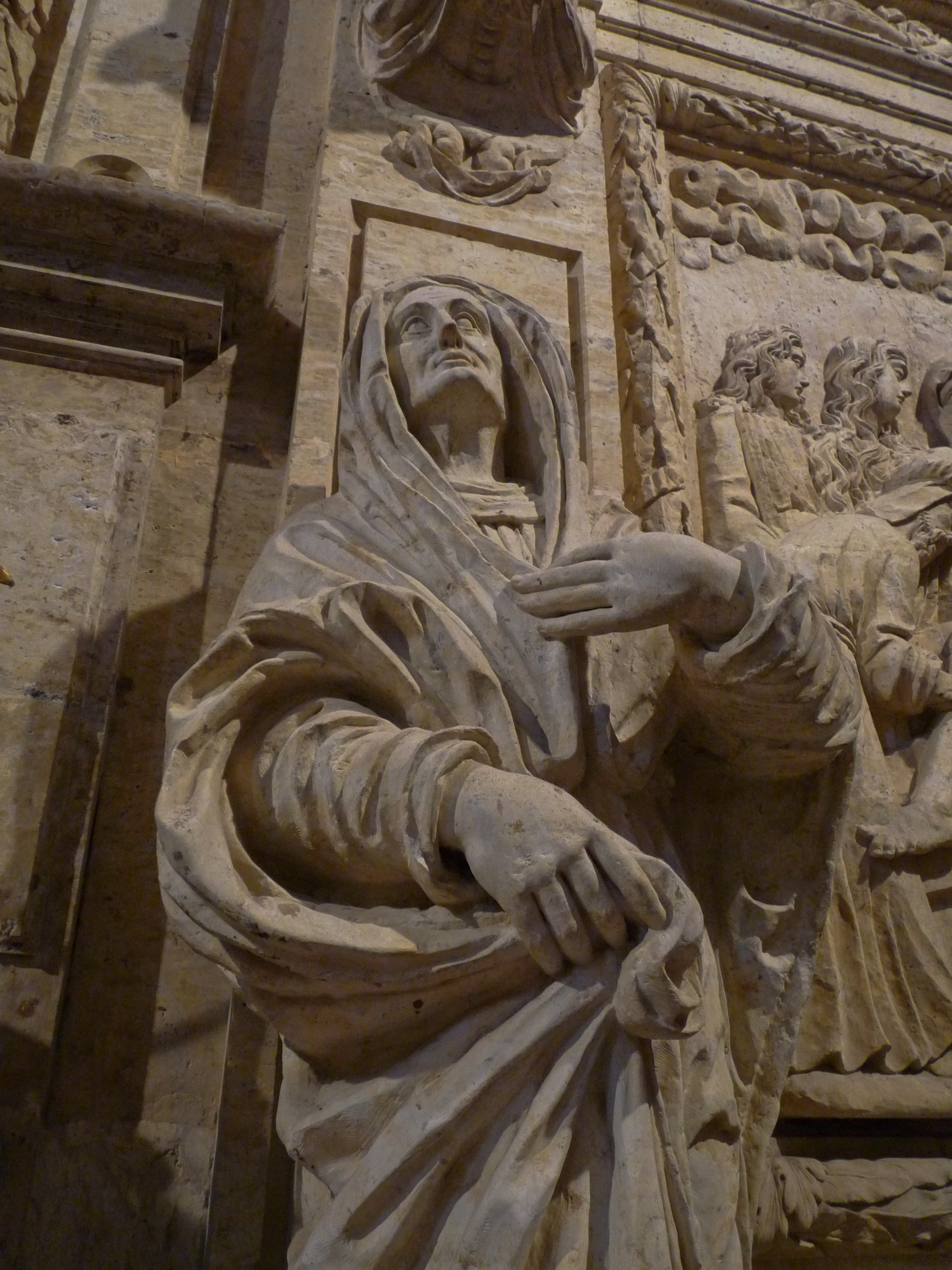
Скульптура в церкви